# Jean-Aimé de Soyer
Pour les articles homonymes, voir Soyer.
Jean-Aimé de Soyer, né le 15 novembre 1768 à Thouarcé (Anjou) et  mort le 17 octobre 1823 à Angers (Maine-et-Loire), est un militaire et homme politique français.
Il est l'un des héros de l'insurrection vendéenne. Capitaine sous Bonchamps, il est de toutes les batailles et est blessé grièvement à la bataille de Millé le 5 août 1794. Stofflet le nomme major général de l'armée d'Anjou en 1794. Confirmé sous d'Autichamp, fait chevalier de Saint-Louis par Louis XVIII, il joue un rôle déterminant dans les négociations liées à la pacification.
Il devient maire de Saint-Lambert-du-Lattay (1813-1815) ainsi que conseiller de préfecture du Maine-et-Loire (1816).
Il a trois frères, François Soyer et Louis-Pierre Soyer, officiers des armées vendéennes. Le dernier est René-François Soyer (1767-1845), prêtre réfractaire puis évêque de Luçon de 1817 à 1845.